# Paquete, el fotógrafo público número uno
Paquete, el fotógrafo público número uno es una película española de 1937, dirigida por Ignacio F. Iquino y protagonizada por Paco Martínez Soria y Mary Santpere, obteniendo ambos su primer papel protagónico. Este mediometraje cómico fue producido en plena Guerra civil española por SIE Films, y todo el trabajo fue grabado en Barcelona.
La película, desaparecida casi en su totalidad, cuenta las vicisitudes cómicas que le suceden a Paquete, un fotógrafo callejero.